# Maria Sowina
Maria Sowina z domu Piasecka (ur. 1900, zm. ?) – działaczka Stronnictwa Ludowego, w czasie II wojny światowej działaczka konspiracyjna ruchu ludowego, po wojnie działaczka spółdzielcza i samorządowa.
Urodziła się w chłopskiej rodzinie w Małopolsce. W 1928 została członkinią władz powiatowych Związku Młodzieży Wiejskiej. W 1931 wstąpiła do Stronnictwa Ludowego, a w 1938 została pierwszą kobietą wybraną do władz naczelnych partii chłopskiej.